# Matière nucléaire spéciale

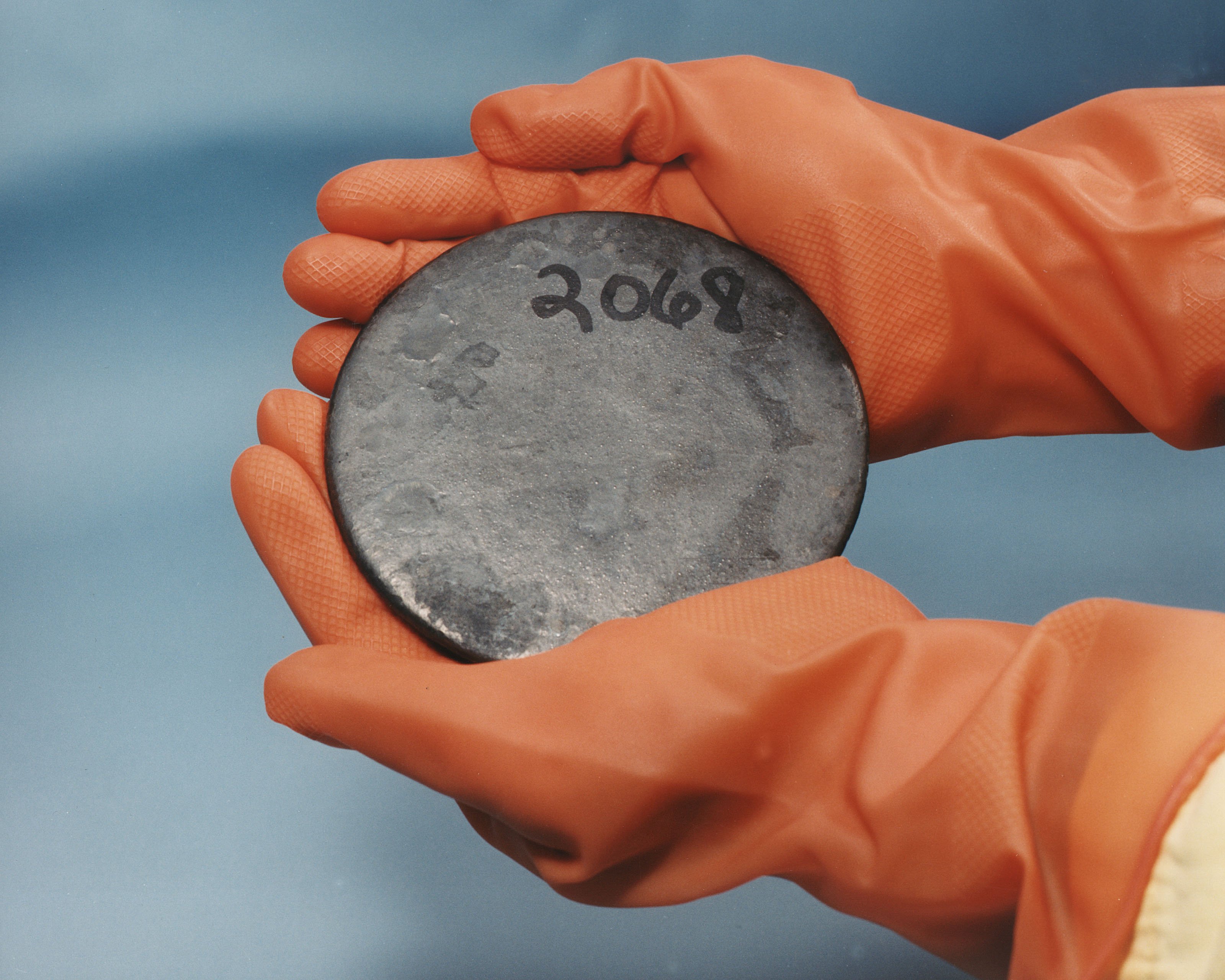
Uranium hautement enrichi.

Les matières nucléaires spéciales sont un terme utilisé par la Commission de réglementation nucléaire des États-Unis pour classer les matières fissiles. Cette commission divise les matières nucléaires spéciales en trois catégories principales, selon le risque et leur potentiel d’utilisation directe dans une arme nucléaire clandestine ou de leur utilisation dans la production de matières nucléaires destinées à être utilisées dans une arme nucléaire.
1. Matière nucléaire spéciale stratégique.
2. Matière nucléaire spéciale d’importance stratégique moyenne.
3. Matière nucléaire spéciale de faible importance stratégique.

## Catégorie I
La catégorie I regroupe les matières nucléaires spéciales stratégiques contenant toute n’importe quel assemblage contenant :
- 5 kg ou plus d'235U (contenu dans de l'uranium enrichi à 20 % ou plus en isotope 235U) ;
- ou 2 kg ou plus de 239Pu ;
- ou 2 kg ou plus d'233U ;
- ou 5 kg ou plus de n'importe quelle combinaison calculée par l'équation masse = masse d’235U + 2,5 × (masse d’233U + masse de 239Pu).

## Catégorie II
La catégorie II inclut les matières nucléaires spéciales d'importance stratégique moyenne. Elle regroupe les matières nucléaires spéciales contenant tout assemblage n’entrant pas dans la Catégorie I mais contenant :
- plus de 1000 g d'uranium 235 (contenu dans de l'uranium enrichi à 20 % ou plus en isotope 235U) ;
- ou plus de 500 g de plutonium 239 ;
- ou plus de 500 g d'uranium 233 ;
- ou 1 000 g de n'importe quelle combinaison calculée par l'équation masse = masse d’235U + 2 (masse d’233U + masse de 239Pu) ;
- ou 10 000 g ou plus d'uranium 235 (contenu dans de l'uranium enrichi à 10 % ou plus mais à moins de 20 % en isotope 235U).

## Catégorie III
La catégorie III inclut les matières nucléaires spéciales de faible importance stratégique. Elle regroupe les matières nucléaires spéciales contenant tout assemblage n’entrant pas dans la Catégorie II mais contenant :
- plus de 15 g d'uranium 235 (contenu dans de l'uranium enrichi à 20 % ou plus en isotope 235U) ;
- ou plus 15 g de plutonium 239 ;
- ou plus de 15 g d'uranium 233 ;
- ou 15 g de n'importe quelle combinaison calculée par l'équation masse = masse d’235U + masse d’233U + masse de 239Pu ;
- ou plus de 1 000 g d'uranium 235 (contenu dans de l'uranium enrichi à 10 % ou plus mais à moins de 20 % en isotope 235U) ;
- ou 10 000 g ou plus d'uranium 235 (contenu dans de l'uranium enrichi à une teneur supérieure à l’uranium naturel mais à moins de 10 % en isotope 235U).

## Uranium 235
L'uranium 235 a des règles différentes car souvent il n'est pas sous une forme pure. Le plutonium 239 est fabriqué dans les réacteurs nucléaires en irradiant l'uranium 238 avec des neutrons, et l'uranium 233 est fabriqué de la même manière en utilisant le thorium 232. Comme ce sont des éléments différents de la matière source, ils peuvent être séparés relativement facilement grâce à leurs différences chimiques. Cependant, l'uranium 235 est produit à partir de minerai d'uranium, qui contient 0,7 % d'uranium 235, et essentiellement d'uranium 238. Puisqu'ils sont tous deux de l’uranium, ils se comportent de manière similaire et doivent être séparés grâce à leurs masses atomiques légèrement différentes. Ceci est beaucoup plus difficile que la séparation chimique, donc des différentes teneurs d'uranium 238 peut subsister après le premier enrichissement. Si l'uranium est hautement enrichi, il peut être utilisé pour fabriquer une arme nucléaire.

## Sources
- Nuclear Regulatory Commission

- (en) Cet article est partiellement ou en totalité issu de l’article de Wikipédia en anglais intitulé « Special nuclear material » (voir la liste des auteurs).